# Hrabstwo Frontenac
Hrabstwo Frontenac (ang. Frontenac County) – jednostka administracyjna kanadyjskiej prowincji Ontario leżąca na południu prowincji.
Hrabstwo ma 143 865 mieszkańców. Język angielski jest językiem ojczystym dla 87%, francuski dla 2,9% mieszkańców (2006).
W skład hrabstwa wchodzą:
- kanton Central Frontenac
- kanton Frontenac Islands
- kanton North Frontenac
- kanton South Frontenac

Na potrzeby statystyk miasto (city) Kingston wliczane jest do hrabstwa Frontenac, nie jest jednak przez nie zarządzane.